# Walid Raad
Walid Raad (Ra'ad) (Chbanieh, Líbano, 1967) é um artista multimédia libanês. Os seus trabalhos incluem vídeo, fotografia e ensaios literários e tratam sobre a história contemporânea do Líbano, com especial ênfase nas guerras entre 1975 e 1991. Criou um coletivo de ficção chamado Grupo Atlas para abordar esta temática. 
Nasceu em Chbanieh e fez uma licenciatura em belas artes no Instituto de Tecnologia de Rochester terminando em 1989, completou os estudos com um mestrado em 1993 e concluiu o doutoramento em Estudos Culturais e Visuais na Universidade de Rochester em 1996. Vive e trabalha em Nova Iorque e é professor associado na Escola de Arte Cooper Union. Também é membro da Fundação da Imagem Árabe.
As suas obras foram exibidas, entre outras ocasiões, na Documenta 11 em Kassel, na Bienal de Veneza, na Bienal de Whitney em Nova Iorque, no Festival Ayloul de Beirute e no Festival de Arte Contemporânea de Madrid.
Em 1999 fundou o Grupo Atlas com o intuito de investigar e documentar a história contemporânea do Líbano mediante instalações, vídeos e fotografias que em muitos casos estão manipuladas. O Grupo Atlas apresenta-se principalmente através de conferências, filmes, exposições de fotografia, vídeos, e uma ampla variedade de documentos. Em 2009, no decurso da PhotoEspaña, realizou uma instalação artística no Museu de Arte Rainha Sofia que recolhia uma ampla mostra de documentos do arquivo do grupo centrados nos conflitos que houve entre 1975 e 1991.
Já recebeu numerosos prémios, entre eles o Prémio Hasselblad em 2011, o Prémio de Artes Visuais da Fundação Herb Alpert em 2007, o Prémio Deutsche Börse de Fotografia em 2007, nos Encontros Fotográficos de Arles de 2006, o Prémio Camera Austria em 2005 e o primeiro prémio do Festival de Cinema e Video de Oeiras, em 2002.